# Servizio postale

Un simbolo universale di posta

Il servizio postale è quel servizio, gestito da enti pubblici o società private, che ha per oggetto la gestione della corrispondenza in un dato territorio in tutte le fasi: accettazione (o raccolta), trasporto, smistamento, recapito (o consegna o distribuzione). Col termine posta si indica anche la corrispondenza stessa.

## Storia
Il primo uso documentato di un servizio organizzato di spedizione si ha in Egitto, dove i Faraoni usavano corrieri per la diffusione dei loro decreti nel territorio dello Stato.

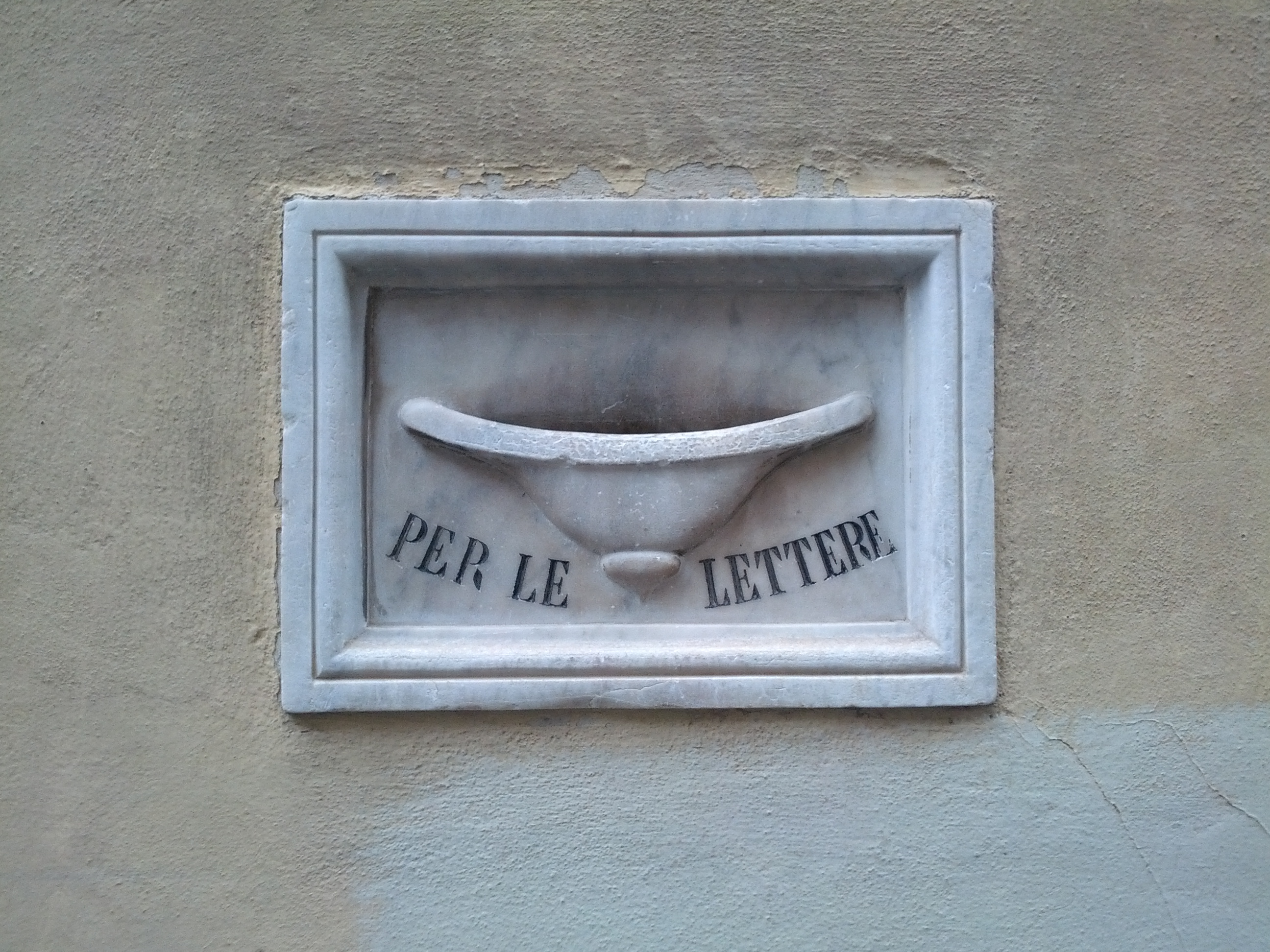
Cassetta per le lettere, sec. XIX

I sistemi postali, costituiti dopo la nascita dello Stato nazione e soprattutto a partire dal XVIII secolo, sono stati a lungo gestiti dallo stato, che ha dichiarato mediante atti legislativi il proprio monopolio su alcuni di tali servizi.
In Italia, come negli altri stati europei, il sistema postale era un monopolio statale. A partire dal 1999 tuttavia, alcune direttive della comunità europea sono intervenute imponendo modifiche al fine di creare concorrenza; uno dei punti più importanti di queste direttive è la riduzione dell'ambito di riserva postale del fornitore di servizio universale. A partire dagli anni 2000 inoltre la rete internet ha permesso l'invio istantaneo di corrispondenza e in molti casi e situazioni l'uso della posta elettronica ha spesso sostituito l'invio tradizionale, come per esempio in Italia l'introduzione della posta elettronica certificata (PEC) versione digitale della raccomandata con ricevuta di ritorno.

## Caratteristiche
Gli Stati del mondo utilizzano un proprio sistema postale e i diversi sistemi postali sono coordinati in modo che sia possibile effettuare invii postali virtualmente in tutto il mondo. Per quanto riguarda le spedizioni fra privati, la tariffa per il servizio può essere pagata dal mittente o dal destinatario. 
Il pagamento può avvenire in anticipo, tramite l'applicazione di francobolli, al fine di permettere la spedizione dalle cassette di impostazione. Il sistema contemporaneo è organizzato da servizi statali e privati che sono connessi reciprocamente da regole, organizzazioni e accordi internazionali. 
Le aziende postali sfruttano spesso la propria rete infrastrutturale per funzioni ulteriori oltre a quella di invio della corrispondenza e dei pacchi. In alcuni paesi i servizi offerti spaziano anche nella telefonia e telegrafia. In altri, i servizi postali sono affiancati anche da servizi bancari o di telefonia.

## Servizi alternativi

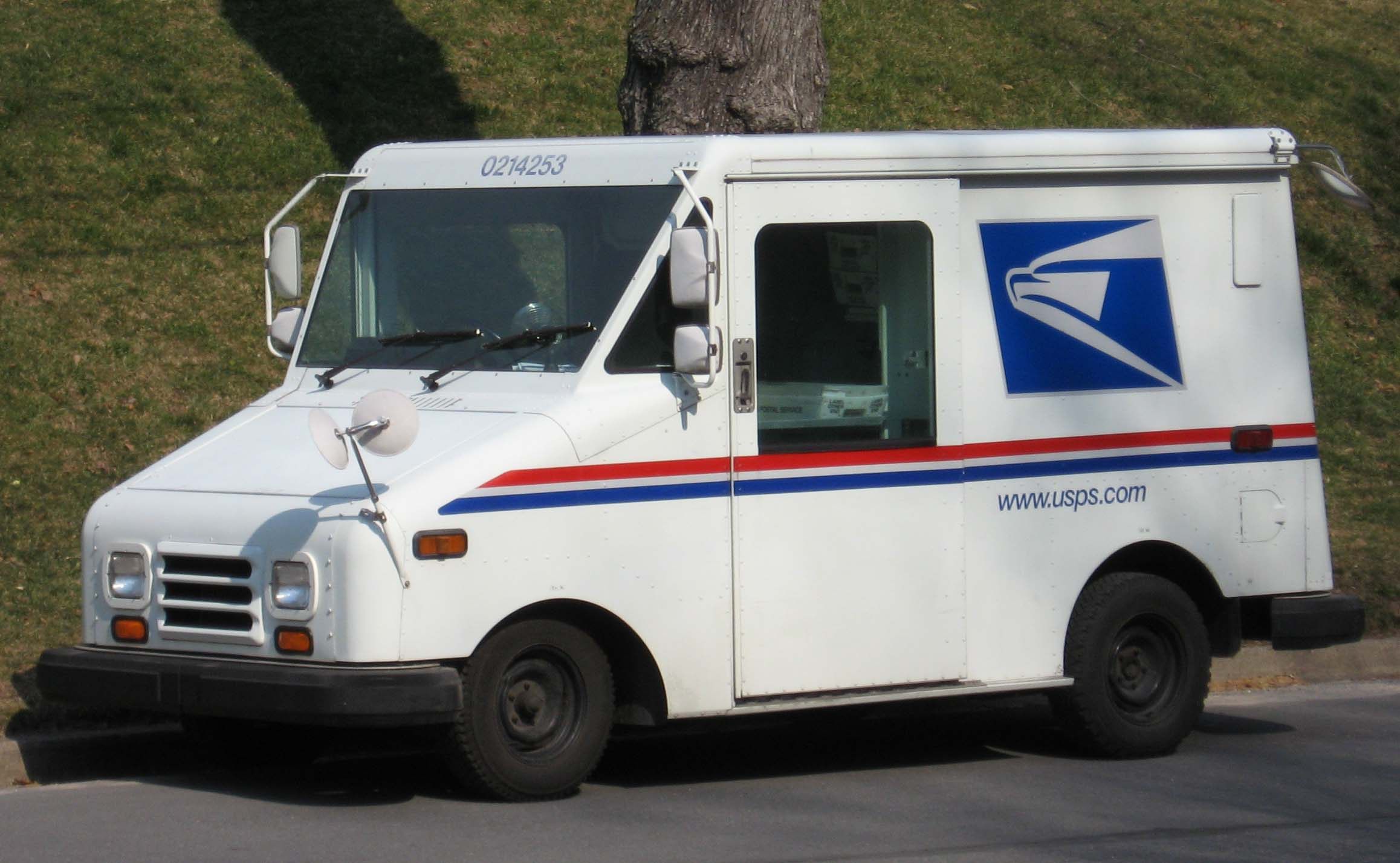
Un camion della posta del servizio postale degli Stati Uniti

Un mercato affine a quello delle poste è quello delle spedizioni per corriere espresso. Questo mercato, a differenza di quello postale, è completamente liberalizzato, ovvero non esiste un monopolio. Il servizio espresso si basa sull'offerta di servizi aggiuntivi, quali la maggiore velocità o affidabilità, la possibilità di seguire la spedizione (tracking), la conferma di consegna e la consegna a un orario predefinito. A questi servizi si affiancano i servizi di corriere vero e proprio, in cui una singola persona (il corriere) segue l'intera spedizione personalmente.

## Nel mondo

### Corea del Nord
I servizi postali in Corea del nord - noto come Chosŏnŭi ch'esinch'kye - sono gestiti dal Ministero delle poste e delle telecomunicazioni e dall'Ufficio del mantenimento delle comunicazioni, che supervisiona le comunicazioni postali, i telegrammi, le trasmissioni televisive, i giornali e altri materiali correlati.

### Italia
La normativa in tema venne raccolta nel R.D. 27 febbraio 1936, n. 645, successivamente nel 1997 con la creazione della società 
Poste Italiane, in ambito di servizio universale, da allora il servizio è svolto da tale ultimo ente, in seguito trasformato in società privata, sebbene in regime di concorrenza. Con il recepimento delle direttive dell'Unione Europea, i costi aggiuntivi del servizio universale vengono coperti dallo stato.  
A partire dal 1º gennaio 2003 il monopolio di Poste Italiane è stato ridotto agli invii con peso inferiore a 100 grammi, dal 1º gennaio 2006 invece a quelli di peso inferiore a 50 grammi, che rappresentano tuttavia ancora la maggioranza della corrispondenza epistolare. In realtà anche altre aziende potevano trasportare posta di peso inferiore a 50 grammi, ma dovevano applicare un prezzo almeno 2 volte e mezzo superiore a quello di Poste Italiane. Tale esclusiva è decaduta il 31 dicembre 2010, scadenza per la conclusione del processo di completa liberalizzazione del mercato dei servizi postali.
Fino al 2021 esistevano infatti anche altre aziende di dimensioni nazionali come Nexive, che offrivano lo stesso servizio dell'ex monopolista. A partire dal 2021 Nexive è stata oggetto di acquisizione da parte di Poste Italiane S.p.A.

### Stati Uniti d'America
Lo United States Postal Service è un'agenzia indipendente del governo degli Stati Uniti d'America, responsabile del servizio di posta negli USA.